# Aleksander Kipnis
Aleksander Kipnis (ur. 1 lutego?/13 lutego 1891 w Żytomierzu, zm. 14 maja 1978 w Westport w stanie Connecticut) – amerykański śpiewak pochodzenia rosyjskiego, bas.

## Życiorys
Ukończył studia w Konserwatorium Warszawskim (1912), następnie przez krótki czas był kapelmistrzem wojskowym. Uczył się w Klindworth-Scharwenka-Konservatorium w Berlinie u Ernsta Grenzebacha. W latach 1913–1914 występował w berlińskich teatrach operetkowych. Na scenie operowej zadebiutował w 1915 roku w Hamburgu w Wolnym strzelcu Carla Marii von Webera. W kolejnych latach występował w Wiesbaden (1917–1922), berlińskich Städtische Oper (1922–1930) i Staatsoper (1932–1935) oraz w Operze Wiedeńskiej (1935–1938). W 1923 roku zadebiutował w Stanach Zjednoczonych, od 1923 do 1932 roku był zaangażowany w Chicago Civic Opera. W 1927 roku wystąpił w Covent Garden Theatre w Londynie jako Marcel w Hugonotach Giacomo Meyerbeera, następnie od 1929 do 1935 roku był związany z tym teatrem. Występował na festiwalach w Bayreuth, Salzburgu i Glyndebourne.
W 1931 roku otrzymał amerykańskie obywatelstwo, po dojściu Adolfa Hitlera do władzy zaprzestał występów w Niemczech. W 1940 zadebiutował rolą Gurnemanza w Parsifalu Richarda Wagnera w nowojorskiej Metropolitan Opera, gdzie występował do roku 1946. Później poświęcił się pracy pedagogicznej, od 1949 roku był wykładowcą Juilliard School of Music.
Odznaczał się głosem o potężnym brzemieniu i ciemnej barwie. Zasłynął rolami wagnerowskimi (Gurnemanz w Parsifalu, Król Marek w Tristanie i Izoldzie, Hagen w Zmierzchu bogów), a także Sarastra w Czarodziejskim flecie W.A. Mozarta, Rocca w Fideliu Beethovena, Borysa Godunowa w Borysie Godunowie Modesta Musorgskiego.